# (5152) Labs
(5152) Labs – planetoida z pasa głównego asteroid okrążająca Słońce w ciągu 4 lat i 91 dni w średniej odległości 2,62 j.a. Została odkryta 11 lutego 1927 roku w Landessternwarte Heidelberg-Königstuhl przez Karla Reinmutha. Nazwa planetoidy pochodzi od Dietricha Labsa (ur. 1921), niemieckiego astrofizyka i profesora Uniwersytetu w Heidelbergu. Przed nadaniem nazwy planetoida nosiła oznaczenie tymczasowe (5152) 1931 UD.